# سارتیرانا لوملینا
سارتیرانا لوملینا (به ایتالیایی: Sartirana Lomellina) یک کومونه در ایتالیا است که در استان پاویا واقع شده‌است. سارتیرانا لوملینا ۲۹٫۵ کیلومتر مربع مساحت و ۱٬۸۳۷ نفر جمعیت دارد و ۱۰۰ متر بالاتر از سطح دریا واقع شده‌است.

## خواهرخوانده
شهر Blainville-sur-Orne خواهرخواندهٔ سارتیرانا لوملینا هست.